# Spaldingbahn
Die Spaldingbahn war ein 1884 entwickeltes Feldbahnsystem ähnlich der acht Jahre zuvor in Frankreich erfundenen und patentierten Decauvillebahn.

## Geschichte
Der Unternehmer Heinrich Andreas Spalding (* 18. August 1844) aus Jahnkow bei Glewitz setzte 1884 als erster deutscher Industrieller unter eigenem Risiko eine schmalspurige „Wanderbahn“ für den Transport von Waldprodukten in der Königlich Preußischen Oberförsterei Grimnitz in der Mark Brandenburg ein. Der Erfolg, den Spalding dort in zwei großen Kiefernschlägen des Reviers in Entfernungen von 2 und 3 km vom schiffbaren Gewässer, dem großen Werbellin-See, erzielte, führte bei der transportierten Menge von 8536 Festmetern Kiefern-Nutz- und Brennholz über eine Durchschnittsentfernung von 4,7 km eine Transportkostenreduzierung von 11.387 Mark. Die Beschaffungskosten für die Waldbahnstrecke betrugen 47.000 Mark, so dass sich die Bahnanlage in vier Jahren bezahlt gemacht haben dürfte.
Kaiser Wilhelm I., der Schirmherr der deutschen Jägerei, fuhr bei der Einweihung der Spaldingbahn in einem improvisierten Jagdsalonwagen über die lose verlegten Gleisjoche in das berühmte Rotwild-Jagdgebiet der Schorfheide. Von dort wurde auf der Rückfahrt auch zum ersten Mal in der Geschichte des Waidwerks die Jagdbeute eines deutschen Kaisers auf Stahlschienen von der Strecke abtransportiert.

## Bauweise

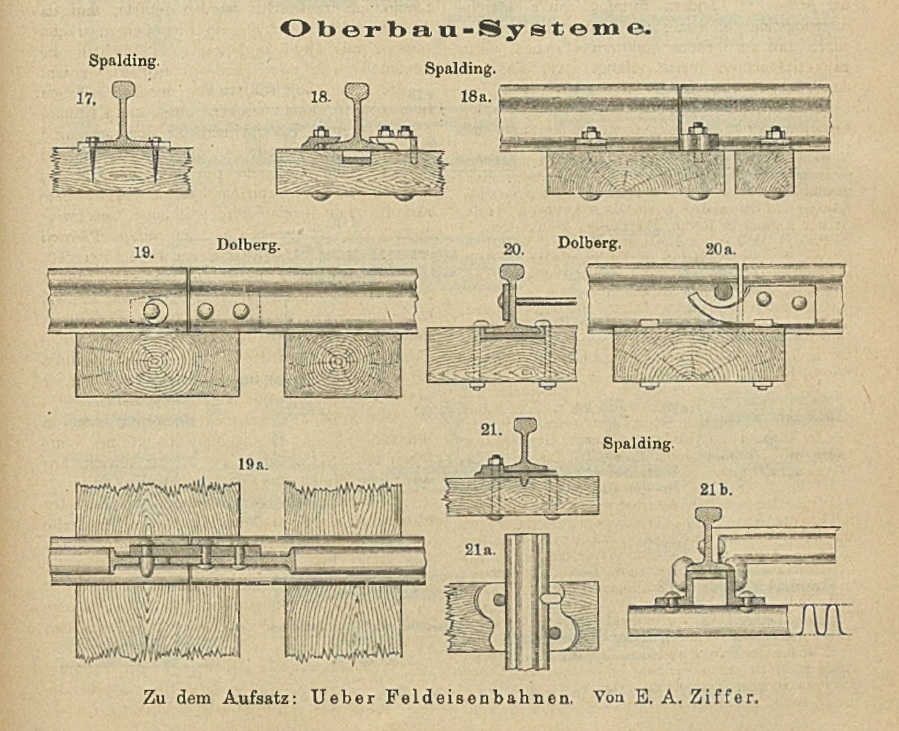
Oberbau-Systeme nach Spalding und Dolberg, 1892

Die Spaldingbahn verwendete Vignolschienen. Die Querverbindung wurde anfangs durch zwei Holzschwellen, eine breite und eine schmale (Abb. 18 a) erzielt, wobei die breite Schwelle über das Ende des einen Schienenpaares hinausreichte, während die schmale Schwelle hinter das andere Ende des Schienenpaares zurückstand. Beim Zusammenfügen der Joche kam die breite Schwelle des einen Jochs neben der schmalen Schwelle des andern zu liegen. Die freien Schienenenden reichten wie beim festen Stoß ein Stück über die breite Schwelle hinaus und werden mittels Klemmplatten und Schrauben auf dieser festgehalten. Das System hatte den Vorteil, dass die erforderlichen Ausbesserungen leicht zu besorgen waren. Bei niedrigen Schwellen war aber die Spurhaltung nicht genügend gesichert und bei hohen Schwellen lag die Schiene zu hoch über der Bodenfläche, wodurch der Verkehr zwischen den Schienen unmöglich wurde.
Die Maschinenfabrik Dolberg in Rostock verbesserte das System Spalding durch Einziehung von Spurstangen und Fortlassung der schmalen Holzschwelle an dem einen Rahmenende. Zur Sicherung der Stoßverbindung lagen die Schienen auf einer breiten metallischen Stoßschwelle. Eine Schiene wurde mit einer hornartigen Lasche, die um einen Zapfen am Ende der anderen Schiene greift, versehen. Diese Verbindung konnte nur durch Anheben des entgegengesetzten Rahmenendes gelöst werden (Abb. 19 und 20).
Die 2 m langen Gleisjoche mit einer Spurweite von 600 mm bestanden aus Schienen, die an beiden Enden durch metallische Spurstangen verbunden waren und auf Holzschwellen ruhten. Mit Leichtigkeit konnte ein Mann ein Joch tragen. Die Verbindung der Joche erfolgte durch ungewöhnlich geformte, diagonal versetzt angebrachte, selbst verriegelnde Dolberg-Laschen, so dass die Joche an beiden Enden zusammenpassten und sich durch die Beweglichkeit leicht jedem unebenen Gelände anpassten. Die Laschen hielten die Stöße ohne Verschraubung fest zusammen. Sie waren aber, falls die Gleise für lange Zeit auf einer Strecke liegen bleiben sollten, mit Löchern zum Zusammenschrauben vorbereitet.
Bogenjoche waren in einem Radius von 4 m gebogen. Sie waren nur 1,5 m lang und konnten für Rechts- und Linkskurven verwendet werden. Das leichte Auseinandernehmen ermöglichte es, dass Fuhrwerke schnell passieren konnten, indem einfach ein oder zwei Joche herausgehoben wurden.
Die 4 m lange Spaldingsche Universalweiche war an der Stellvorrichtung mit sogenannten Zwangsschienen als Radlenker versehen, die ein Entgleisen, selbst bei falscher Weichenstellung, unmöglich machen sollten. Durch einfaches Abschrauben von der Unterlage und anschließendes Wenden konnte eine Rechtsweiche in eine Linksweiche verwandelt werden und umgekehrt, da die für die Weichen verwendeten Doppelkopfschienen oben und unten das gleiche Profil hatten.
Für Abbiegungen im rechten Winkel wurden leicht und sicher zu bedienende Drehscheiben mit Anschlussschienen verwendet. Die Drehscheibe ließ sich nach jeder Drehung durch einen leichten Hebel feststellen.

## Wagen
Die Kipploren hatten Doppelspurkranzräder und waren sehr handlich. Der Inhalt fiel so weit neben das Gleis, dass die Bahn stets frei blieb. Beim Kippen rutschte der gesamte Inhalt aus der Mulde, ohne dass, wie bei anderen Systemen, ein großer Teil von Hand herausgeschaufelt werden musste. Das Untergestell der Kipploren konnte ohne die an den beiden Enden befindlichen bogenförmigen Aufsätze, die durch einen mit Schrauben versehenen Zapfen festgehalten wurden, als Flachlore zum Transport von Stückgut benutzt werden.
Die Wagen waren je nach Wunsch mit oder ohne Bremse lieferbar. Die Bremse war eine gleichzeitig und gleichmäßig auf alle vier Räder wirkende Hebelbremse, die den Wagen mit einem Griff oder Zug schnell zum Stehen brachte. Bei Wagen ohne Bremse genügte selbst bei stark fallendem Gelände ein einfacher Bremsknüppel. Die Wagen waren ungewöhnlich leicht. Das Eigengewicht eines Wagens betrug 200 kg, während ein eiserner Wagen bei gleicher Größe und Tragfähigkeit das doppelte wog, die Arbeiter also stets 200 kg tote Mehrlast mitbewegen mussten.
Die Unterwagen, sowie die Kippkästen waren aus bestem Kiefernholz hergestellt und so einfach gebaut, dass sie jeder Schmied und jeder Zimmermann bei etwaigen Beschädigungen leicht ausbessern konnte.

## Erfahrungsbericht eines Aachener Landschaftsgärtners
W. Kiehl, ein Gartentechniker aus Aachen erprobte den Feldbahnbetrieb mit der Spaldingbahn erfolgreich seit Anfang des Jahres 1903 in einem Gartenbaubetrieb. Er konnte eine Strecke von 250 m über unebenes Gelände mit drei Mann in drei Stunden fix und fertig verlegen, wobei die einzelnen Joche von verschiedenen Stellen zusammengeholt werden mussten. Er verwendete keine Schrauben zum Verbinden der Schienenjoche, unter anderem weil diese nicht zum bestellten Lieferumfang gehört hatten.
Das ganze rollende wie liegende Material war so solide hergestellt, dass, wenn nicht durch Unvorsichtigkeit der Arbeiter verschuldet, nur höchst selten Reparaturen nötig waren. So sind in dem Aachener Betrieb während eines ganzen Jahres, in dem die Bahn tagtäglich im Gange war, keine Ausbesserungen, die besondere Kosten verursacht hätten, nötig gewesen. W. Kiehl empfahl jedem Landschaftsgärtner, der Erdarbeiten auszuführen hatte, diese Bahn auf das Wärmste. Er werde bald einsehen, um wie viel billiger und leichter sich mit diesem System arbeiten ließ, das aus der Praxis für die Praxis erstanden sei.

## Zuckerrübenbahn bei Wesselburen

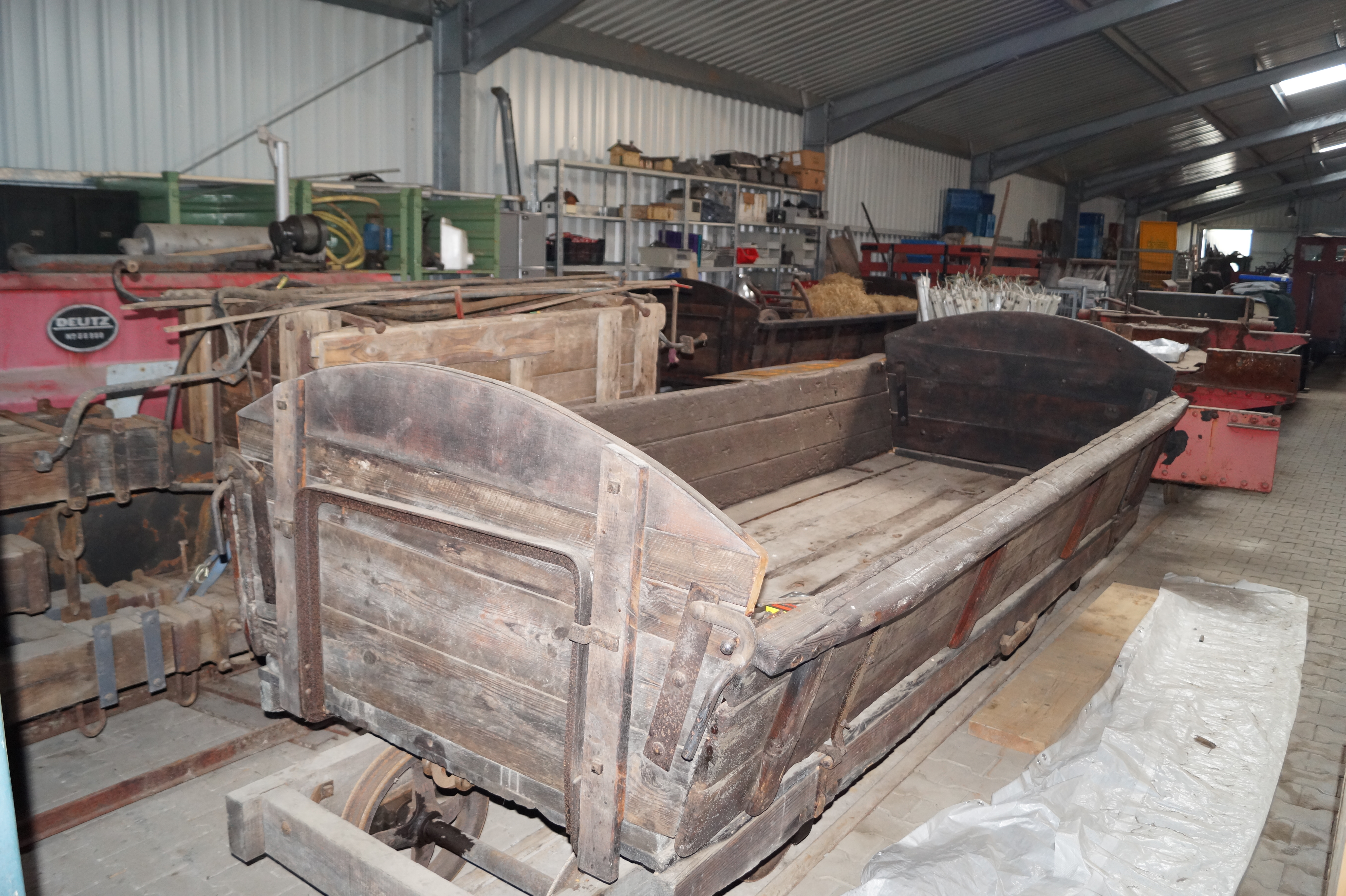
Zuckerrübenwagen der Spaldingbahn im Frankfurter Feldbahnmuseum

Vom Bahnhof Osterhof an der Bahnstrecke Wesselburen–Büsum (Westbahn) führte eine 1883 verlegte, 2500 m lange Spaldingbahn mit 600 mm Spurweite zum Landgut Osterhof des Zuckerfabrikanten von Wesselburen bei Büsum. Um 1883 wurden täglich bis zu 300 t (6000 Zentner) Zuckerrüben darauf befördert. Die Drehgestellwagen dieser Bahn hatten vier Achsen mit Doppelspurkranzrädern und eine Tragfähigkeit von 3 t (60 Zentner). Zwei Wagen sind noch im Frankfurter Feldbahnmuseum erhalten, einer davon mit den originalen Drehgestellen mit Doppelspurkranzrädern.

## Kosten-Nutzen-Rechnung
Das laufende Gleis kostete 1883 laut einer Mitteilung in der Zeitung des Vereines deutscher Eisenbahnverwaltungen 5 Mark pro Meter, die sonstigen Einrichtungskosten, Wagen und dergleichen etwa 5000 Mark, so dass die Beschaffung einer Bahn von 3000 Meter Länge 20.000 Mark erforderte. Auf einer solchen Bahn, die auf einem Landgut des Grafen H. eingerichtet war, haben 6 Pferde in 40 Tagen etwa 3200 t (64.000 Zentner) Rüben gefördert. Da ein gewöhnliches Viergespann 6¼ t (125 Zentner) täglich fortschaffen würde, hätte man 12½ Viergespanne gebraucht, um in gleicher Zeit die gleiche Arbeitsleistung zu verrichten. 11 Viergespanne sind somit erspart worden, und da jedes Viergespann an jedem der 40 Arbeitstage 10 Mark Kosten verursacht hätte, belief sich die Gesamtersparnis durch die Feldbahn in der einen Kampagne auf 4400 Mark oder 22 % des ganzen Anlagekapitals.
Für das Verlegen als Waldeisenbahn wurden 1886 etwa 20 Mark pro Kilometer veranschlagt.

## Unterschiede gegenüber der Decauvillebahn
Die wichtigsten Unterschiede gegenüber der Decauvillebahn waren:
- Standardlänge der Gleisjoche 2 m statt 5 m
- Universalweichen mit Doppelkopfschienen statt Vignolschienen
- Kipploren aus Kiefernholz statt aus Metall
- Doppelspurkranzräder statt gewöhnlicher Eisenbahnräder
- Schienen mit Holzschwellen verschraubt statt unlösbar mit Stahlschwellen vernietet
- Selbstverriegelung an den Schienenstößen

## Patentschrift
- H. A. Spalding in Jahnkow bei Langenfelde (Pommern): Neuerungen an transportablen Schienenwegen oder Feldeisenbahnen. Patentschrift N° 28074 vom 24. Juli 1884 des Kaiserlichen Patentamts.